# Blu-ray Disc
Blu-ray Disc (kratica: BD) je optički disk za pohranu podataka. Nasljednik je DVD-a. Tehnika i pripadajući uređaji su koncipirani za privatne korisnike. Za viša očekivanja poduzetničkih korisnika postoje inačice Professional Disc for Data (PDD) i Professional Disc for Broadcast (PDB).
Blu-ray Disc postoji u 3 izvedbe: kao BD samo za učitavanje, kao BD-R za učitavanje i jednostruki zapis i kao BD-RE za učitavanje i višestruki zapis podataka.
Devet poduzeća okupljenih u Blu-ray Groupe, Matsushita, Pioneer, Philips, Sony, Thomson, LG Electronics, Hitachi, Sharp i Samsung su veljače 2002. odredili specifikacije za Blu-ray Disc. Ovom udruženju su se krajem siječnja 2004. dodatno još priključili Dell i Hewlett-Packard kao i sredinom ožujka 2005. Apple. Hewlett-Packard je međutim 2005. istupio iz ovog konzorcija nakon odbijanja njihovih prijedloga za poboljšanje, te se na kraju priključio HD-DVD grupi. Zahvaljujući Blu-ray forumu Blue-ray Disc ima vitkije organizacijsko nadgrađe od DVD foruma s njihovim konkurentskim formatom HD-DVD kao nasljednikom DVD-a.
Kako za Blu-ray Disc tako i za HD-DVD predviđena zaštita protiv nezakonitog umnožavanja je Advanced Access Content System (AACS) iz područja Digital Rights Managementa. Također se razmišlja o korištenju VEIL protukopirne zaštite.
Sonyjeva igraća konzola PlayStation 3 posjeduje Blu-ray pogon. To joj pored igara omogućuje i reprodukciju filmova u ovom formatu.

## Podrijetlo imena
Ime je engleskog podrijetla i znači doslovno otprilike disk plave zrake, pri čemu se disk odnosi na medij, a plava zraka na primijenjeni plavi laser. Ortografski ispravno pisanje Blue-ray Disc je vjerojatno bilo promijenjeno da bi se pojam mogao lakše registrirati kao robna marka.

## Tehnika
Blu-ray Disc se temelji, kao i HD-DVD, na plavo-ljubičastom laseru s 405 nm valne duljine.  Blu-ray Disc s mogućnošću višestrukog zapisa podataka zasniva se na  phase-change-tehnici.
Disk promjera 12 cm obuhvaća s jednim slojem do 27 GB (25,1 GiB), a s dva sloja do 54 GB (50 GiB) podataka. Alternativni izvori spominju kao bruto kapacitet 23,3 GB (21,7 GiB). TDK je predstavio četveroslojnu verziju Blu-ray Disca koja na jednoj strani može pohraniti oko 100 GB podataka. Kako se čini, u međuvremenu je TDKu pošlo za rukom na šesteroslojnom disku pohraniti 200 GB podataka. Pri tome je kapacitet jednog sloja povišen na 33 GB.
Nadalje bi nova phase-change tehnika trebala omogućiti dvostruku brzinu prijenosa podataka od 9,0 MB/s (72 Mb/s) umjesto nekadašnjih maksimalno specificiranih jednostavnih 4,5 MB/s (36 Mb/s). Važan dio specifikacije je zaštita protiv nezakonitog umnožavanja u obliku jednoznačnog identifikacijskog broja. Time bi Blu-ray Discovi bili osobito pogodni za televiziju visoke jasnoće HDTV (čak u Full HD formatu), koja zahvaljujući višoj razlučivosti nudi bolju kakvoću od uobičajenih sustava poput PAL-a i NTSC-a, ali i u skladu s tim zahtijeva veću zapreminu za pohranu podataka. Većina Blu-Ray playera danas podržava format AVCHD. U novije doba je postao popularan format .mkv, kojega također podržava većina playera.
Jedna daljnja novina u odnosu na DVD je, slično kao kod HD-DVDa, smanjen razmak između lasera i podatkovnoga medija kao i manja valna duljina (druga boja) laserskog snopa. Osim toga je zaštitni sloj (pogledaj: Durabis) na strani lasera s 0,1 mm u usporedbi s 0,6 mm DVDa i HD-DVDa znatno tanji. Manji razmak između nositelja podataka i lasera kao i tanji zaštitni sloj omogućuje korištenje optimiranog lasera koji snop može efektivnije fokusirati. Na taj način se reduciraju greške u zapisu i raspršenje zrake. Niža valna duljina laserskog snopa dozvoljava osjetno veću rezoluciju podataka u odnosu na površinu i time povećan kapacitet pohrane podataka. Tanji zaštitni sloj i na manju točku fokusiran laserski snop također omogućava u usporedbi s HD-DVDom višu zapreminu pohrane. Nadalje je iz tog razloga lakše moguće za npr. vojne namjene ili digitalno kino visoke razlučivosti proizvesti BD od metala ili drugih stabilnih, neprozirnih materijala koji dozvoljavaju viši broj okretaja od diska od polikarbonata, što rezultira većom brzinom prijenosa podataka. Tvrtka Verbatim je predstavila na IFAi 2005 DVD "Blue Ray Disc Rewriteable". Ovaj medij za višestruki zapis podataka dozvoljava, prema izjavi proizvođača, kapacitet pohrane od 25 gigabajta (dakle ca. 135 minuta video zapisa u MPEG2 HD kakvoći). Osim toga tvrde da BD-RE posjeduje osobito intenzivnu zaštitu od udaraca i ogrebotina.

## Interaktivni aplikacijski sloj
U okviru Blu-ray Disc specifikacije je definiran interaktivni aplikacijski sloj koji bi, između ostalog, trebao zamijeniti dosadašnji DVD izbornik. Taj namjenski sloj se zove BD-J i programiran je u Blu-ray-Disc-Javi koja se temelji na programskom jeziku Java i jednoj varijanti Multimedia Home Platforme odnosno GEM specifikacije (Globally Executable MHP). On će dozvoliti integraciju interaktivnih aplikacija kao npr. interaktivnih filmova (izbor jednog od više mogućih raspleta radnje ili završetaka filma), inserata, igara, web ponuda ili dodatnih multimedijskih informacija.

## Protok podataka
Naznaka "1 x" odgovara protoku podataka od 36 Mb/s (ca. 4,5 MB/s) što je oko četiri puta brže od DVDa pri istoj brzini okretanja (1 x). Pogoni za korištenje u uređajima za reprodukciju filmova će funkcionirati tom brzinom pri čemu je istovremeno maksimalni protok podataka content streama, uključujući sve perspektive kamere i trake zvučnog zapisa, ograničen tom vrijednošću. Pogoni za računalnu namjenu odnosno za igraće konzole su međutim planirani do 8 x (dakle 288 Mbit/s; ca. 36MB/s).

## Inačice
- Professional Disc for Data (PDD) - profesionalna inačica tvrtke Sony s robusnijom krajnjom obradom i jednim drugim sustavom pohrane datoteka; dostupan u Japanu od svibnja 2004.
- Professional Disc for Broadcast (PDB) - profesionalna inačica tvrtke Sony s robusnijom krajnjom obradom i jednim drugim sustavom pohrane datoteka

Ove varijante ne pripadaju u proizvode za krajnje korisnike. One su namijenjene isključivo za poduzeća i proizvode se u malim količinama.

## Pogledaj također
Usporedba optičkih medija za pohranu podataka - Usporedba CD-a, DVD-a, HD-DVD-a, Blu-ray Disca i HVD-a

## Alternative
- HD-DVD (nekadašnji: Advanced Optical Disc)
- Terrabyte-DVD japanskih tvrtki Hitachi i Maxwell je još u razvoju, a uz pomoć jedne druge tehnike omogućuje pohranu do jednog terabajta po disku.
- T-VRD - Holografski DVD s 1,2 terabajta japanske tvrtke Optware je još u razvoju, a trebao bi omogućiti pohranu 1,0 do 1,2 terabajta brzinom od 1Gbit/s što znači 125 MByte/s.
- HVD - Holographic Versatile Disc
- Iomega REV - Iomega REV tehnologija izmjeničnih ploča

## Vanjske poveznice
- www.blu-raydisc.com  Arhivirana inačica izvorne stranice od 10. siječnja 2010. (Wayback Machine) - Blu-ray Disc Association - službene web stranice Blu-ray Disc udruge (na engleskom jeziku)